# 퓨쳐켐
주식회사 퓨쳐켐(FutureChem Co., Ltd.)은 1999년 설립된 방사성의약품 연구·개발·제조·판매 기업이다.

## 역사
- 1999년 11월 퓨쳐켐 설립 (대표 지대윤)
- 2001년 08월 주식회사 퓨쳐켐으로 법인전환
- 2024년 전립선암 치료제 임상 2상을 시작[2]

## 등록 특허
- 알코올 용매하에서 유기플루오로 화합물의 제조방법 (대한민국 특허 제10-0789847호, 2007년 12월 21일)
- Method for Preparation of Organofluoro Compounds in Alcohol Solvents (International Application Published under the PCT, International Publication Number WO 2006/065038 A1, International Publication Date 22 June 2006)

## 생산 제품
- Peptides
- PET Chemicals
- SPECT Chemicals
- Click Chemicals
- Ionic Liquids
- Resins
- Custom Synthesis